# Jardín Botánico de Árboles Frutales Heilbronn
El Jardín Botánico de Árboles Frutales Heilbronn en alemán : Botanischer Obstgarten Heilbronn, es un jardín botánico y arboreto con una extensión de 1,7 hectáreas, especializado en árboles y arbustos frutales de la región, con jardines para trabajos didácticos y exhibición, además de una colección de casetas de jardín históricas. Es propiedad del municipio de Heilbronn, Alemania.

## Localización
Se ubica en la vecindad del cementerio judío de Heilbronn al pie del monte Wartberg. 
Botanischer Obstgarten Heilbronn, Im Breitenloch Straße, Heilbronn, Baden-Württemberg, Deutschland-Alemania.49°09′04.15″N 09°14′05″E / 49.1511528, 9.23472
Está abierto a diario, y la entrada es gratuita.

## Historia
Los inicios de la industrialización trajeron grandes cambios sociales, muchas personas quedaron empobrecidas y en mala situación económica, sobre todo niños. Para encontrar una solución un comité de vecinos de Heilbronn crearon en 1850 una asociación para suministro de armamentos y en 1859 un campo de trabajos para los muchachos. Este fue enfocado en el año 1900 en el área de los huertos frutales. 
Después de que fueran puestas en práctica las ideas del profesor suizo Johann Heinrich Pestalozzi (1746-1827) y otros profesores de ideas innovadoras de suplementar aquí la transferencia teórica del conocimiento en la escuela con el trabajo práctico, en particular en las artesanías y en horticultura. Heilbronn era en aquel momento la primera ciudad en Alemania, que utilizaría este método de enseñanza. Después de la disolución de la asociación del área de la ciudad de Heilbronn en 1934 la finca sirvió como huerto para cultivar frutales y a partir de 1965 como vivero. 
Desde 1990 solamente la escuela de arte de la juventud utilizó el edificio principal, el resto de las plantas estaban amenazadas de abandono y ser cubiertas. En el año 1998 los ciudadanos se movilizaron y obtuvieron una resolución del concejal de la ciudad, de la creación de un jardín botánico con arboreto ecológicamente manejados, así el 10 de junio de 1998 se crearon unos jardines de prácticas y jardines de exhibición. 
En el año 2000 se creó la asociación « Förderverein Garten- und Baukultur Heilbronn e.V. », con la idea de la creación del botánico de los árboles frutales y en el contexto de un programa de la cultura del jardín apoyar entre otras cosas a la ciudad para instalar en el Botánico una colección de casetas de verano y de cenadores históricos. 
La primera construcción fue financiada por la empresa de obras públicas de Heilbronn como un proyecto equilibrado para el edificio del "Ferrocarril metropolitano de Heilbronn"; la asociación pudo negociar mayores inversiones en equipamientos y proyectos de investigación con la ciudad de Heilbronn, además de ayudas de fundaciones y patrocinadores.
Con vistas a la historia social de la zona fueron establecidos lazos de cooperación con asociaciones de promoción de la jardinería e instituciones culturales tal como la "Pestalozzischule" de Heilbronn.

## Temas y Secciones del jardín

### Huerta
Huerta con una cuidada selección de árboles y pequeños arbustos frutales de la región, así como arbustos ornamentales, que nos muestran la riqueza del paisaje campesino del sur de Alemania. Una muestra y guía para los visitantes en el conocimiento de las podas de saneamiento de los árboles frutales. 

### Lechos florales
„Sonnenanbeter“ (Lecho floral de verano), „Romantisches Farbenspiel“ (Romántica paleta de colores), „Licht und Schatten“ (Luces y sombras), „Hortensienbeet“ (Lechos de hortensias) y „Blatt und Blüte“ (Hojas y floraciones), estos son los títulos y programas de las plantaciones especialmente en las zonas delimitantes de la mitad este del jardín. Enfrente de la entrada principal se cultivan las flores de verano de venta en la tienda. 

### Jardines de paseo
Maurische Garten (jardín morisco) núcleo y corazón de jardín botánico reconocible por su Pabellón de la música de 1877, un plano de agua y sus ciruelos azules, plateados y rosados.
Buchenhain (Bosquete de los hayucos), en su centro se erige un pequeño templo del 1900 en piedra calcárea, en las esquinas hayas columnares y plantas arbustivas en color amarillo crema y rojo vino. A lo largo del camino, y rodeándolo bordes de boj que delimitan plantaciones de flores ornamentales de las utilizadas en las granjas rurales. 
Kräutergarten (Jardín de hierbas), está cultivado delimitado por setos de Buxus sempervirens, lavandas y romeros, ofreciendo al visitante las más diversas hierbas de condimento de la cocina o para infusiones, además cultivan plantas arbustivas y rosas.
Schulgarten (jardín didáctico) cultiva patatas, maíz, tomates y calabacines. Los diferentes lechos de cultivo y las ricas floraciones de las plantas de los prados del botánico son unas ricas fuentes de alimento para abejas y otros insectos.
En toda el área del jardín nos encontramos viejas piedras utilizadas con diversos propósitos, tales como mojones delimitadores, reloj de sol, bases de casetas, lápidas, columnas, así pues el "Obstgarten" además es un lapidarium.

### Casas de verano y casetas de jardín
En los terrenos del jardín encontramos algunas casas de verano y casetas de jardín históricas que han sido desmanteladas de sus asentamientos originales y reunidas en el jardín botánico, donde han sido restauradas. Los periodos de construcción y estilos van desde el siglo XVI al XX. Sus diseños son muy dispares pues fueron pertenencias de unos dueños de unas muy diferentes capas sociales, desde ciudadanos pudientes que las utilizaban para tomar el té de la tarde en sus grandes jardines, hasta trasteros de granjas vinícolas que eran utilizadas como caseta donde guardar los aperos de labranza, hasta casetas de pequeños huertos donde se almacenaban las frutas y verduras cosechadas. 
En la entrada del jardín en el lado izquierdo encontramos una puntiaguda caseta de jardín según los convencionalismos Biedermeier del año 1834. Procede de Güglingen, donde originalmente estaba emplazada en "Stockheimer Straße" 21. La estructura tiene un diseño octogonal. La puerta y los suelos originales de los años 20.
También en la parte izquierda se encuentran, además, una caseta de madera multicolor que procede de los jardines de la sede de "Salinen Austria" en Bad Ischl, y otra caseta octogonal. Esta es original de "Langen Straße" en Schwäbisch Hall, construida probablemente en 1880 por encargo de ciudadanos adinerados. La casa de verano posee aposentos con piedra arenisca y numerosos ornamentos aserrados. 
Asimismo en el lado izquierdo del área se coloca una pequeña casa de viñedo, la cual tenía su emplazamiento originalmente en la montaña de Wartberg. Las pequeñas casas de viñedo privado de esta clase con banco, cubo para el fuego que se hacía y punto de recogida para el agua de lluvia eran frecuentes en la región entre 1890 y 1960. Eran sustitutas de las más grandes, casas de piedra usadas al nivel de comunidad. 

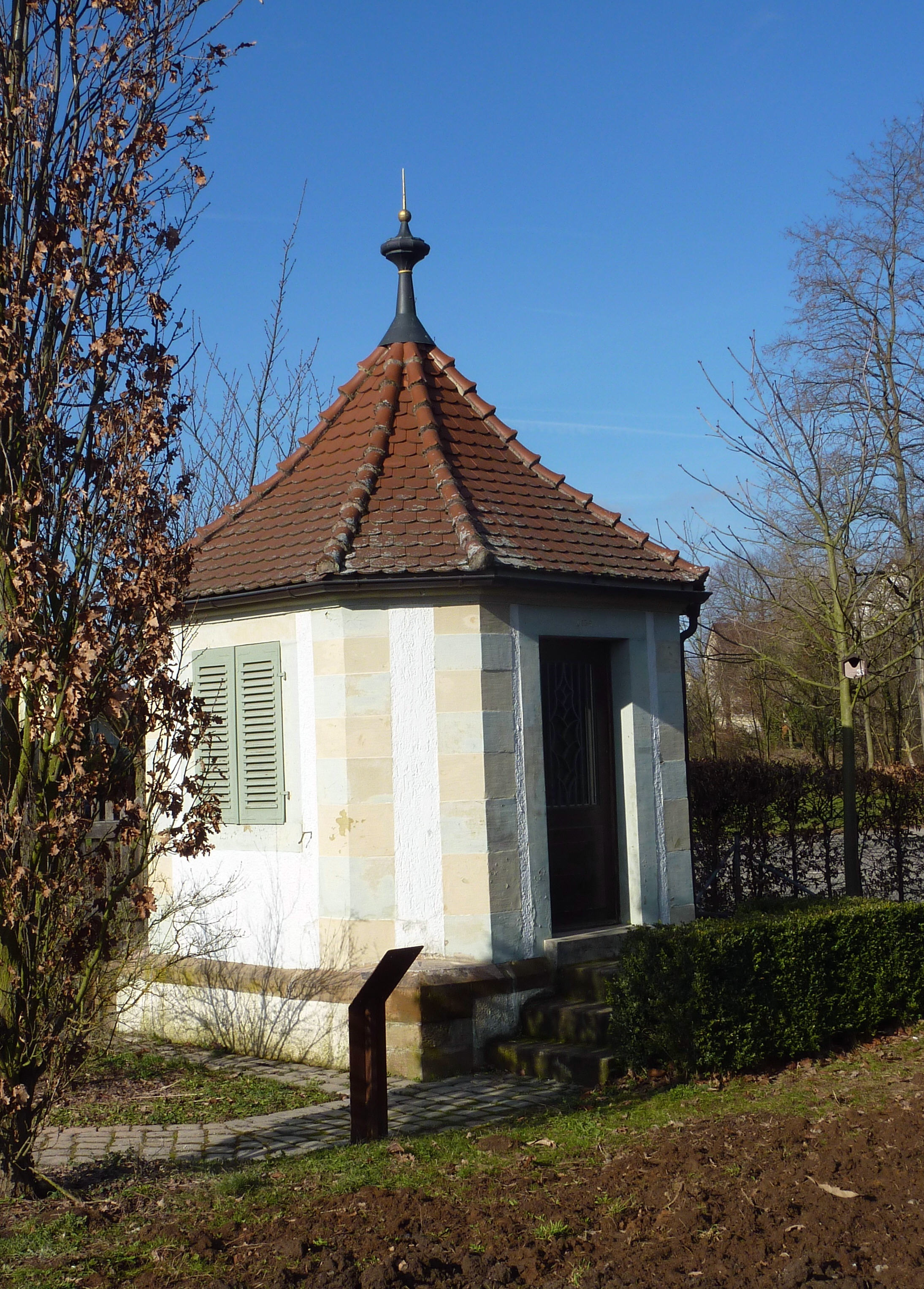
Puntiaguda caseta de jardín
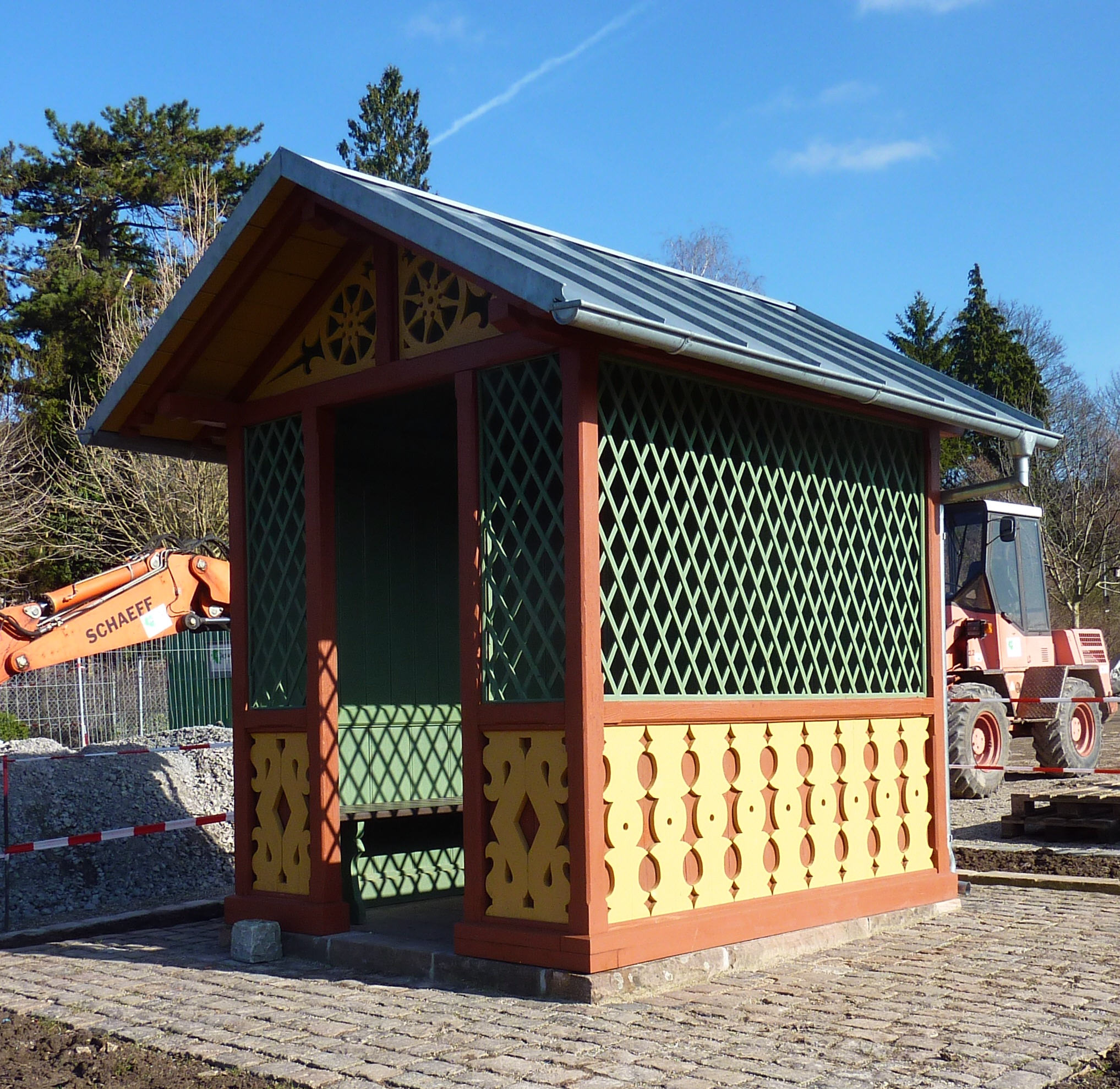
Caseta de madera de Bad Ischl
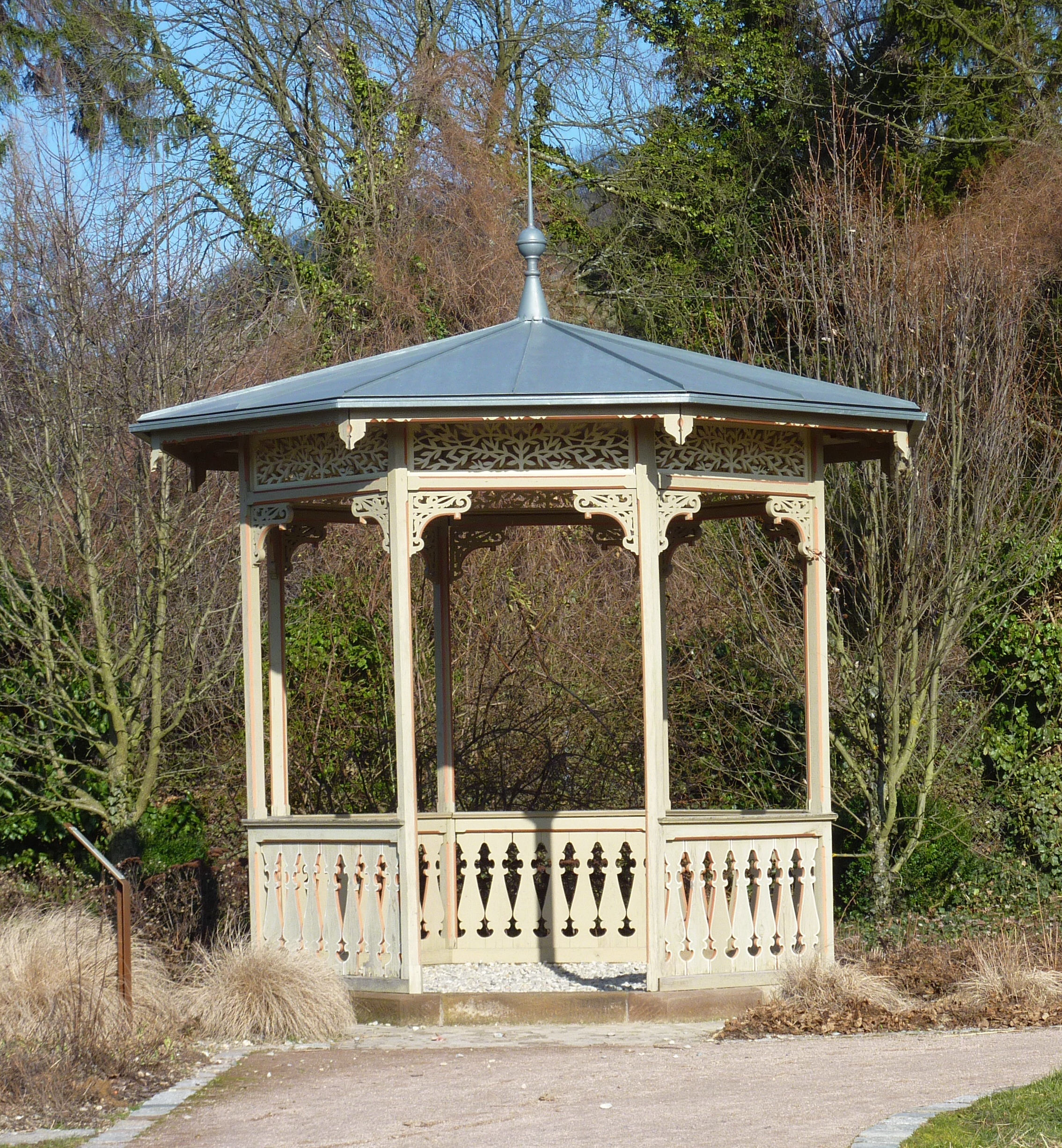
Caseta octogonal
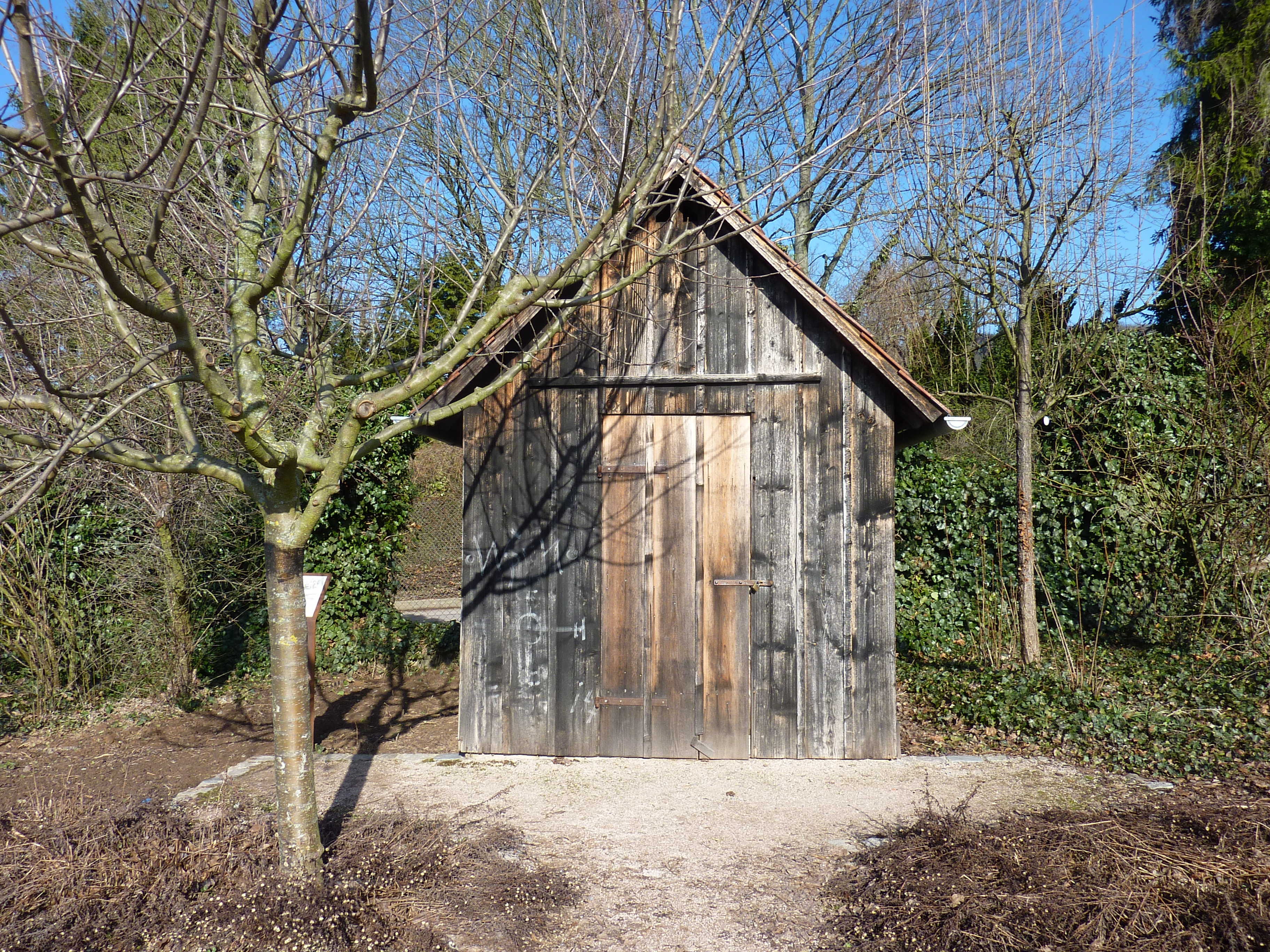
Casa de los viñedos de Wartberg

El edificio más antiguo de la colección es una casa de viñedo procedente de Schwäbisch Hall. El edificio está datado por las pinturas de las paredes de alrededor de 1530, sin embargo se han encontrado otros materiales del edificio aún más antiguos. Se encuentra en la esquina superior izquierda del jardín y al contrario de los otros edificios del jardín no tiene una senda para llegar hasta él. El tejado del edificio está preparado con huecos para los murciélagos, además tiene cuatro colmenas, una caja de avispones y dos "Hummelkästen" cajas de abejorros. El edificio estuvo originalmente no muy lejos de "Weiler Tores" en Schwäbisch Hall. Como propietarios está probado que eran una familia de artesanos. 
De la parte este de Heilbronn procede una casa de jardín del periodo Gründerzeit. Perteneció al curtidor-peletero Ludwig Kremmer, quien para poder cultivar su terreno más apropiadamente, la cedió a un maestro zapatero de la parte antigua de la ciudad en 1929. Hasta el año 2000 la casa estuvo en la parte baja en una senda junto al río Neckar, antes de ser trasladada definitivamente al jardín botánico. El lateral de la casa de jardín muestra trabajo de mampostería con ladrillo. Esta caseta estuvo situada en la "Kübelstraße" de Heilbronn. 

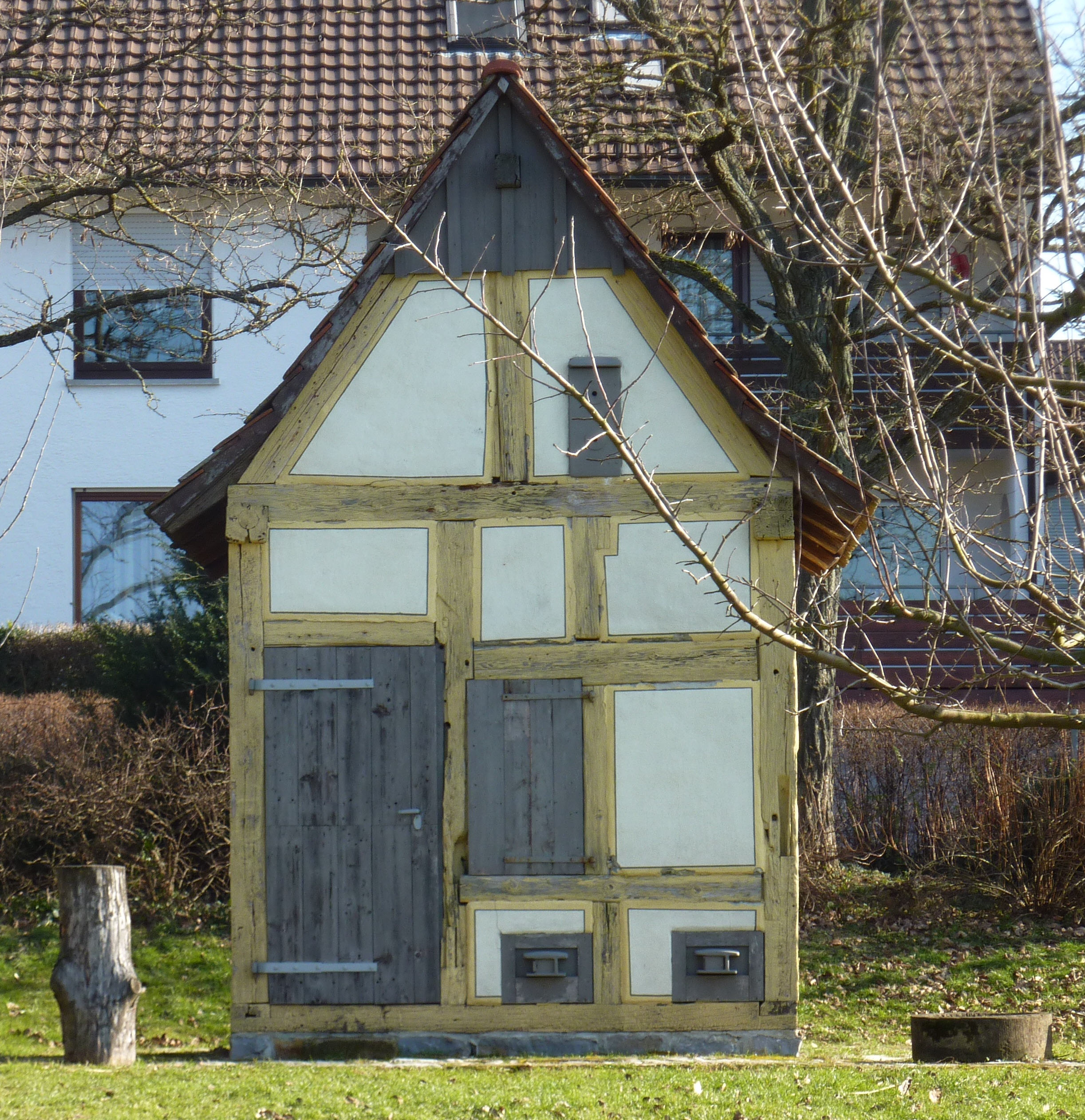
Casa de viñedo medieval
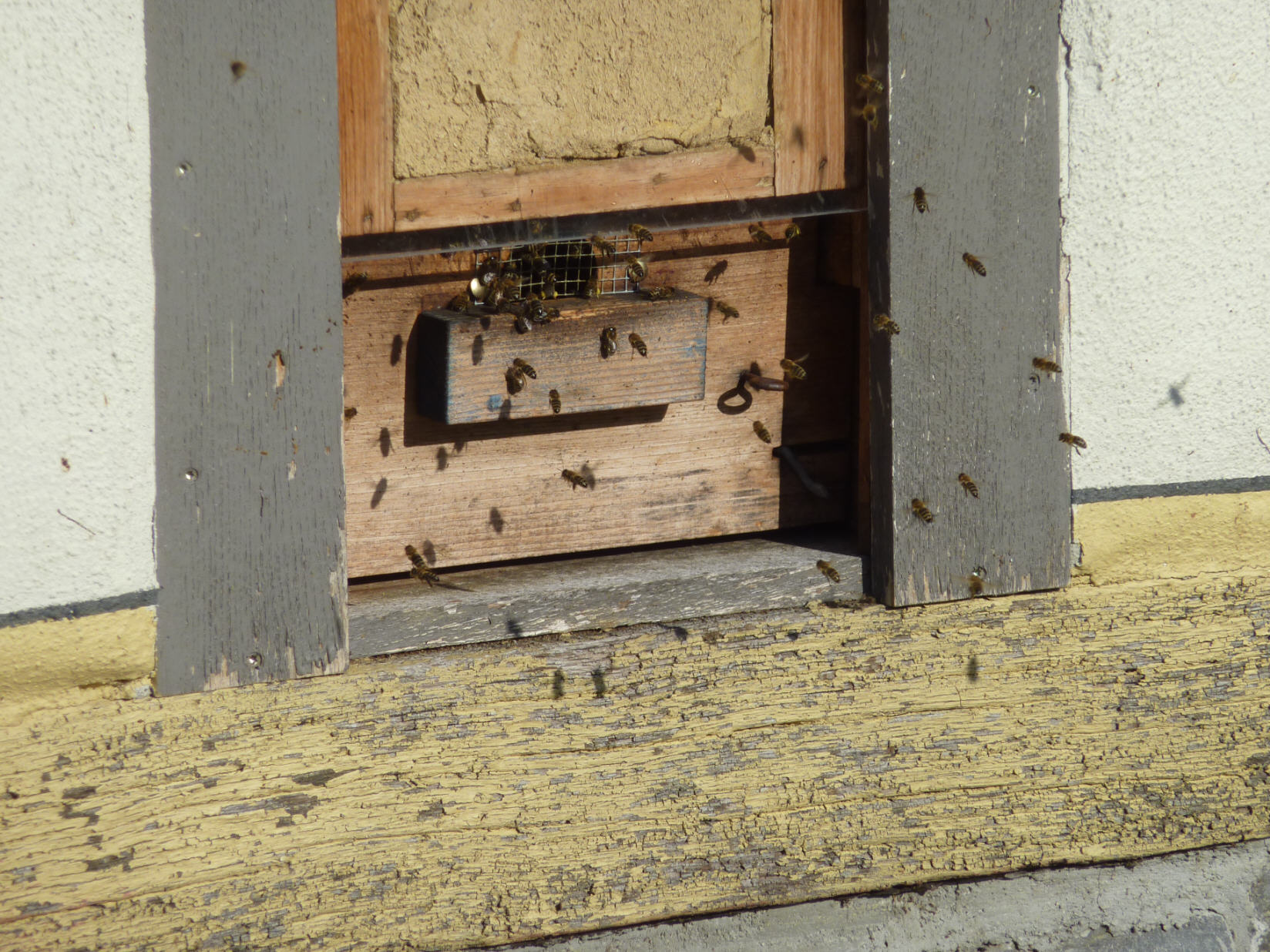
Abejas en la casa de viñedo medieval
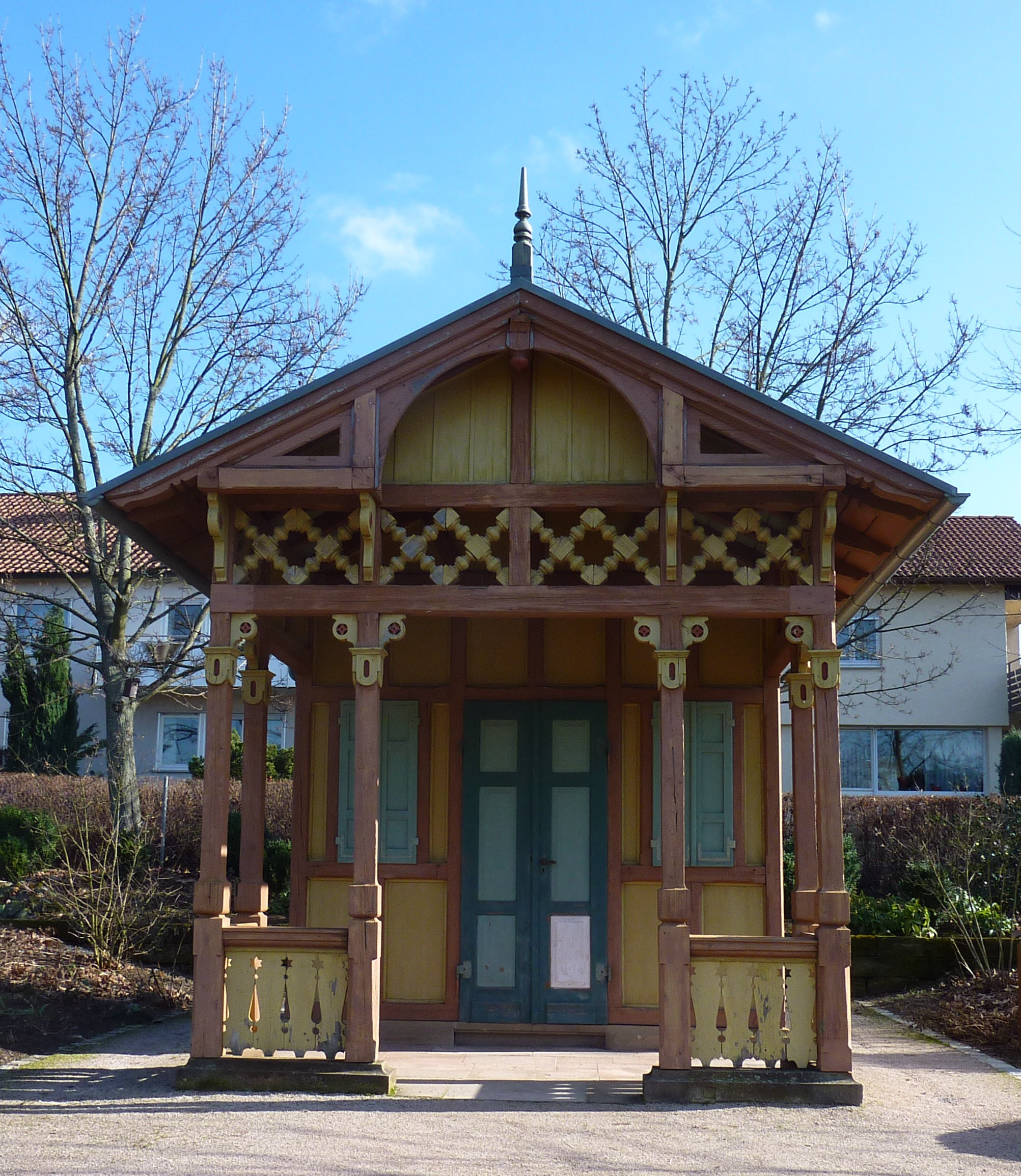
Casa temporal de jardín
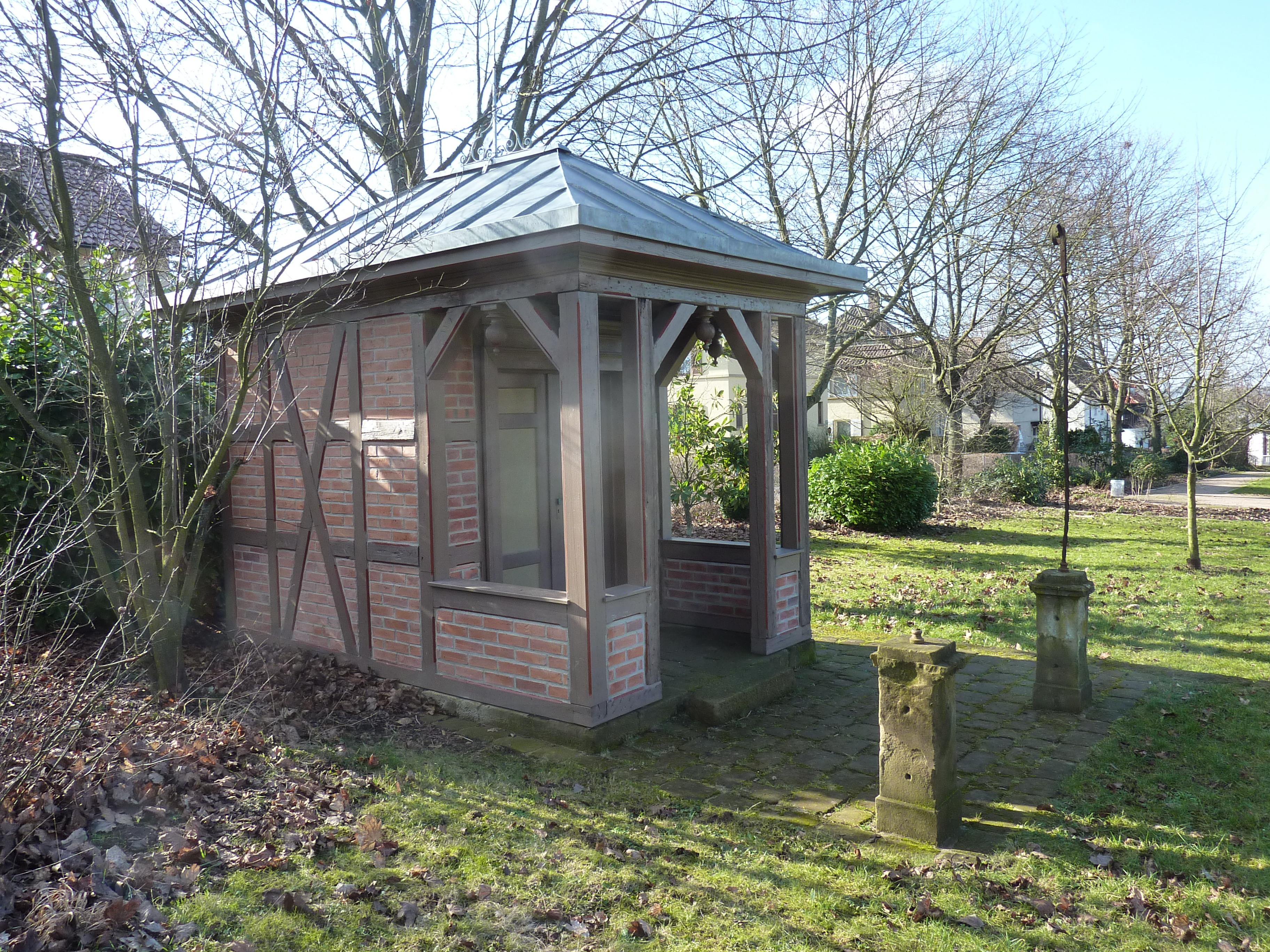
Lateral de casa de jardín

Desde la entrada vemos en la parte derecha del Obstgarten un pabellón en estilo morisco. Se encontraba ubicado en el jardín de las casas de "Gymnasiumstraße" 35 junto a la antigua sinagoga de Heilbronn. La construcción del edificio fue aprobada en enero de 1877; su propietario era el hombre de negocios Wilhelm Scholl. 
Por debajo del pabellón morisco un edificio situado en un césped, que es comparable a los templos griegos. Exhibe cuatro columnas jónicas con un Arquitrabe circular. El edificio fue construido alrededor de 1900 por el servidor médico Dr. Gustav Wild originalmente estuvo ubicado en la "Haller Straße" 7 de Heilbronn.

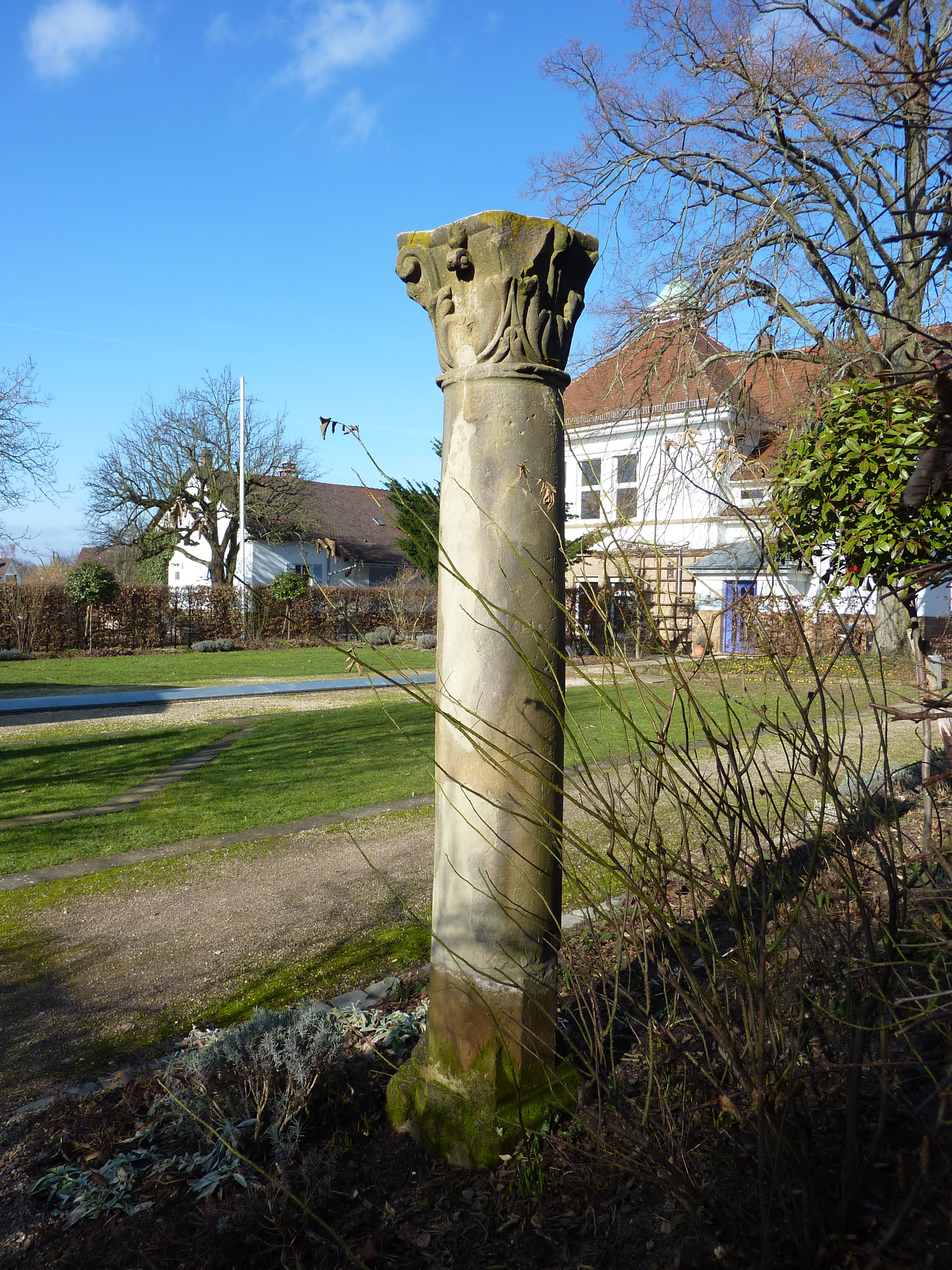
Columna situada por encima del pabellón morisco
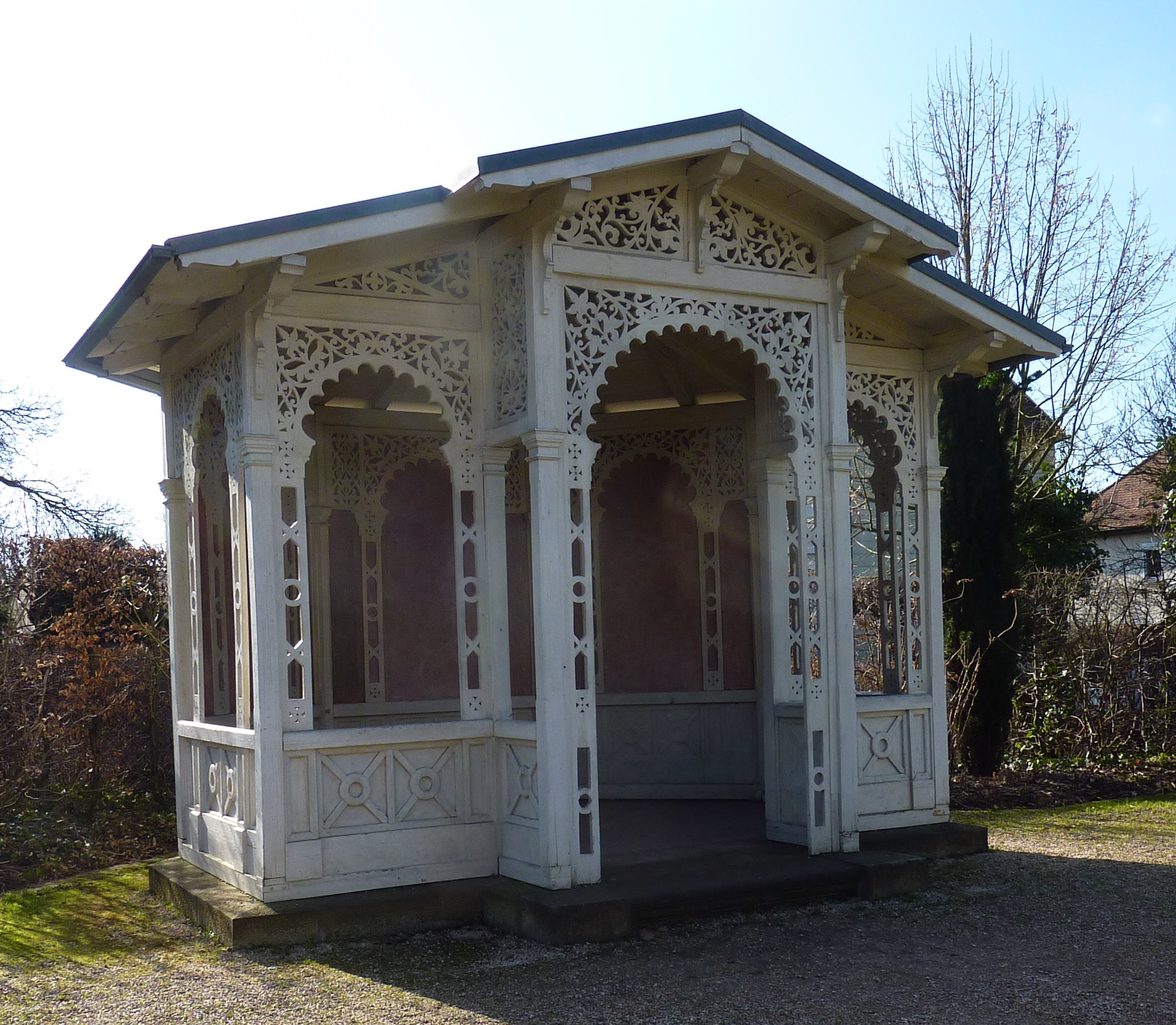
Pabellón morisco
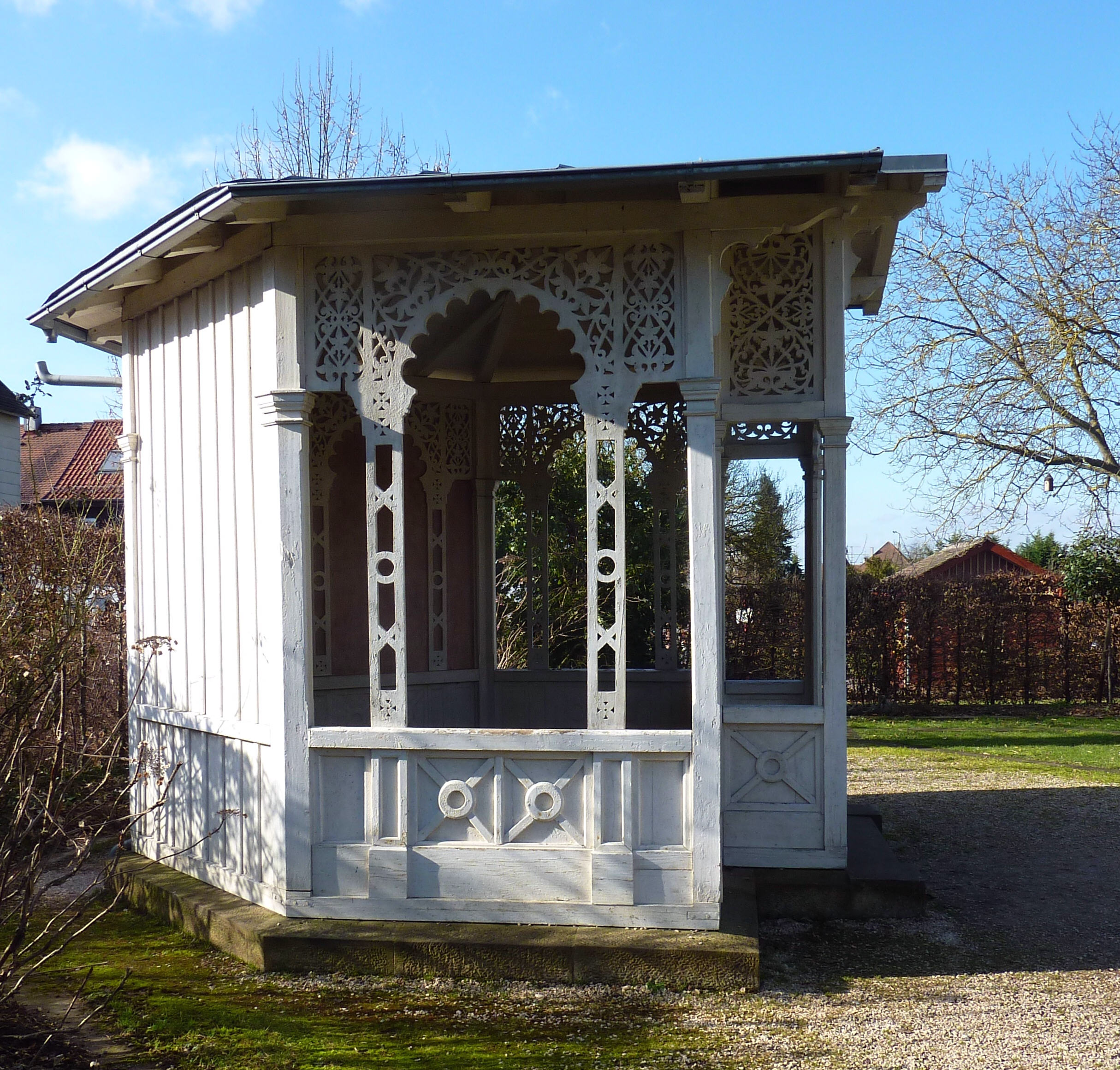
Vista lateral del pabellón morisco
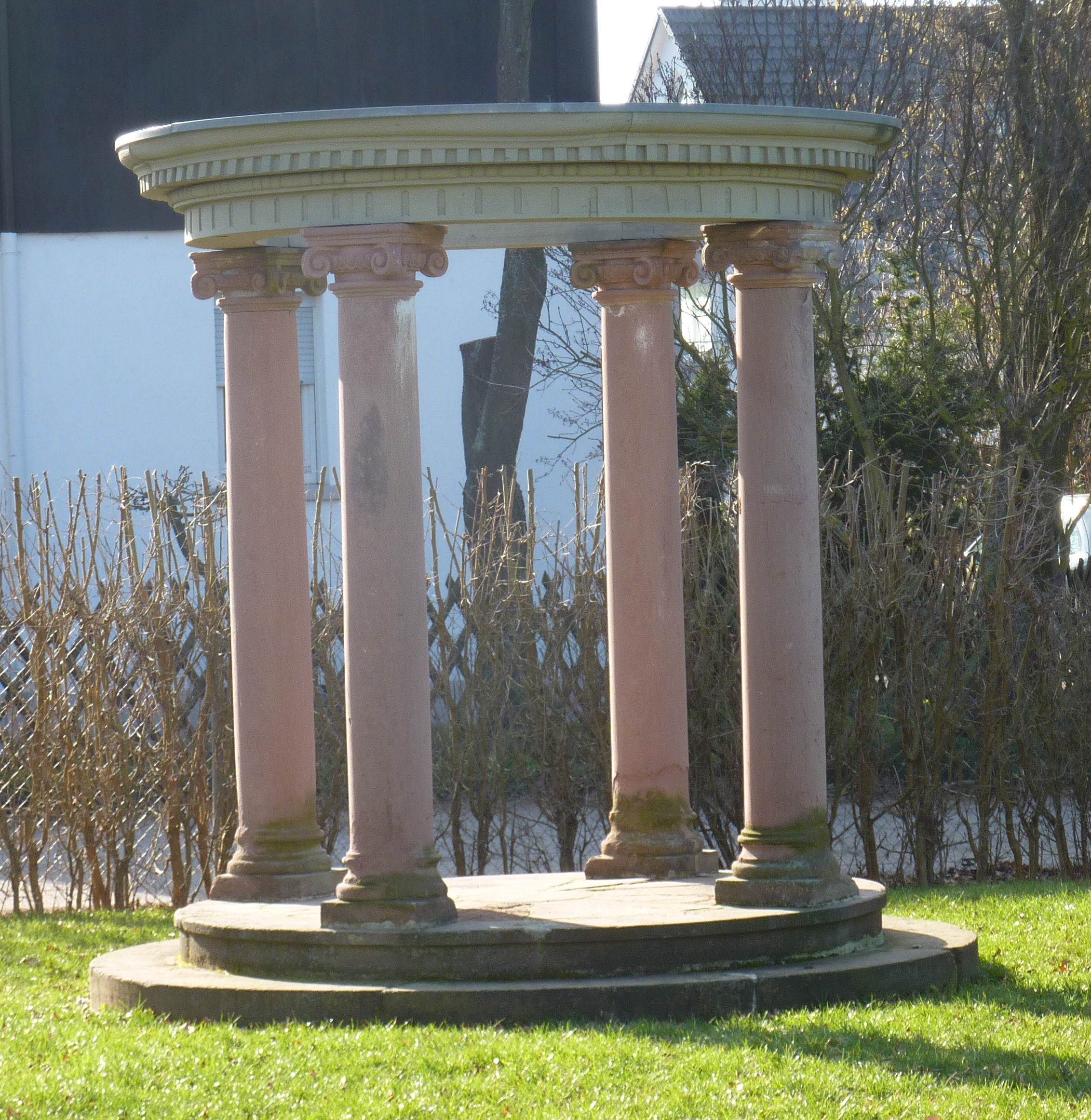
Templo

Por debajo de los edificios centrales, en los cuales se acomodan la "Jugendkunstschule" (escuela de arte de la juventud) y la "Hofladen" (tienda), hay otro conjunto de casetas de jardín. Aquí una pequeña caseta hecha en Heilbronn Böckingen en el año 1911 además de una pequeña caseta de finales del siglo XIX. Se puede ver que tienen unas influencias exteriores más claras con colores amarillos y rojo inglés. Estas casetas fuero construidas en Böckingen. Una caseta de madera roja hecha a principios del siglo XX en Heilbronn. Estuvo situada en un principio en "Schmoller" y más tarde en "Cäcilienbrunnenstraße".

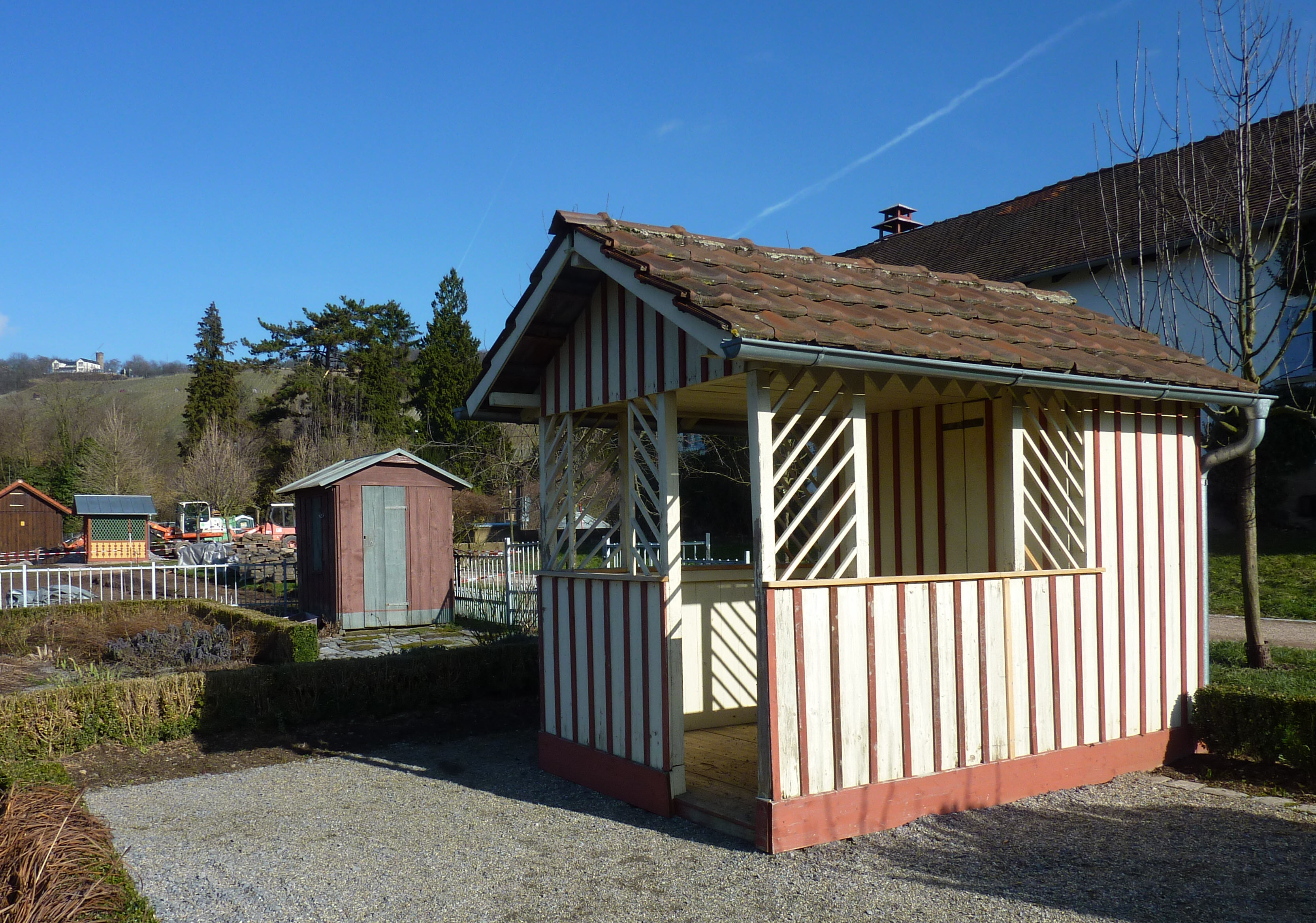
Caseta de jardín
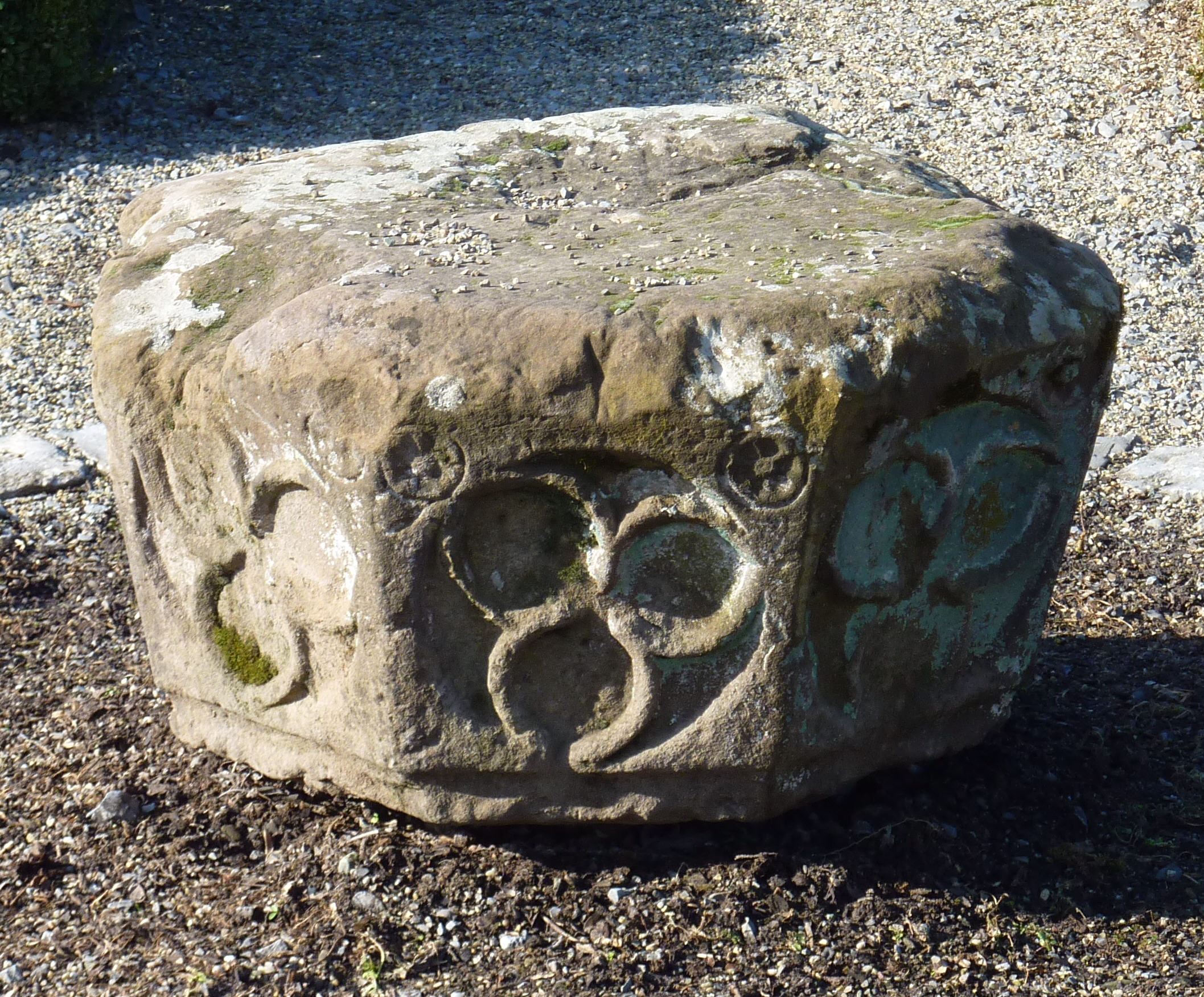
Piedra para situar debajo de la caseta de jardín como soporte
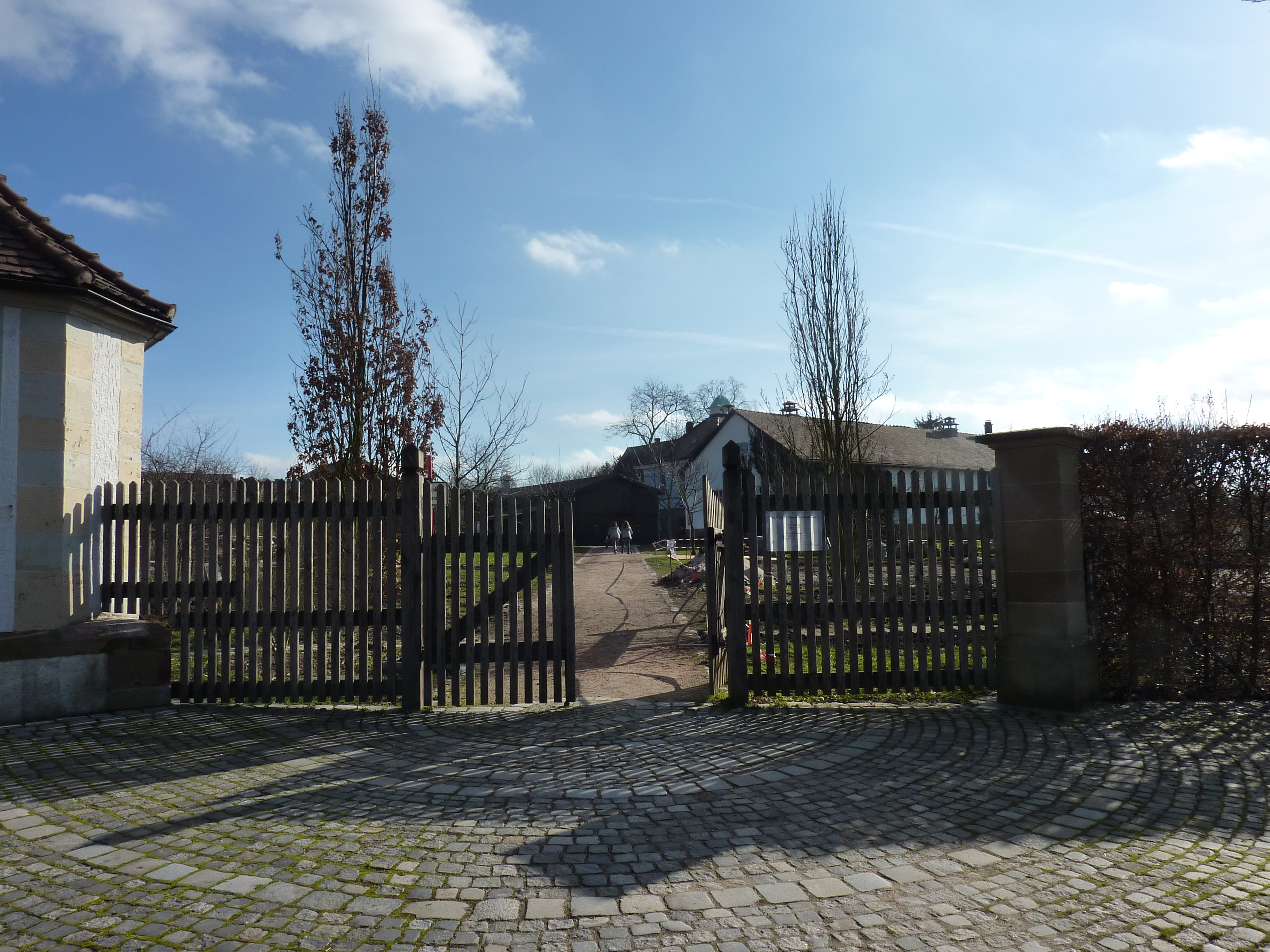
Entrada y salida del "Botanischen Obstgartens"